# Complement de Schur
En àlgebra lineal i teoria de matrius, el complement de Schur d'una matriu per blocs és defineix de la manera següent.
Assumim que existeixen unes matrius A, B, C, D que són, respectivament, matrius p × p, p × q, q × p, i q × q, i que D és invertible. Aleshores podem definir M com
{\displaystyle M=\left[{\begin{matrix}A&B\\C&D\end{matrix}}\right]}
de forma que M és una matriu (p + q) × (p + q).
Si D és invertible, el complement de Schur del bloc D de la matriu M és la matriu p × p definida per
{\displaystyle M/D:=A-BD^{-1}C\,}
i si A és invertible, el complement de Schur del bloc A de la matriu M és la matriu q × q definida per
{\displaystyle M/A:=D-CA^{-1}B.}
En el cas que A o D sigui singular, substituir la pseudoinversa (o inversa generalitzada) per la inversa de M/A i M/D resulta en el complement de Schur generalitzat.
Tot i que ja havia estat utilitzat anteriorment, el complement de Schur s'anomena així perquè va ser Issai Schur qui el va utilitzar per provar el lema de Schur. Emilie Virginia Haynsworth va ser la primera que va anomenar-lo complement de Schur. El complement de Schur és una eina clau en els camps d'anàlisi numèrica, estadística, i anàlisi matricial.

## Antecedents
El complement de Schur sorgeix com el resultat d'una eliminació Gaussiana per blocs, en multiplicar la matriu M des de la dreta amb una matriu triangular inferior
{\displaystyle L={\begin{bmatrix}I_{p}&0\\-D^{-1}C&I_{q}\end{bmatrix}}.}
Aquí Ip denota una matriu identitat p×p. Després de la multiplicació amb la matriu L, el complement de Schur apareix al bloc superior p×p. El producte de les matrius és
{\displaystyle {\begin{aligned}ML&={\begin{bmatrix}A&B\\C&D\end{bmatrix}}{\begin{bmatrix}I_{p}&0\\-D^{-1}C&I_{q}\end{bmatrix}}={\begin{bmatrix}A-BD^{-1}C&B\\0&D\end{bmatrix}}\\[4pt]&={\begin{bmatrix}I_{p}&BD^{-1}\\0&I_{q}\end{bmatrix}}{\begin{bmatrix}A-BD^{-1}C&0\\0&D\end{bmatrix}}.\end{aligned}}}
Això és anàleg a una descomposició LDU. Per tant, hem demostrat que
{\displaystyle {\begin{aligned}{\begin{bmatrix}A&B\\C&D\end{bmatrix}}&={\begin{bmatrix}I_{p}&BD^{-1}\\0&I_{q}\end{bmatrix}}{\begin{bmatrix}A-BD^{-1}C&0\\0&D\end{bmatrix}}{\begin{bmatrix}I_{p}&0\\D^{-1}C&I_{q}\end{bmatrix}},\end{aligned}}}
i la inversa de M pot ser expressada implicant D−1 i la inversa del complement de Schur (si existeix) només com
{\displaystyle {\begin{aligned}&{\begin{bmatrix}A&B\\C&D\end{bmatrix}}^{-1}={\begin{bmatrix}I_{p}&0\\-D^{-1}C&I_{q}\end{bmatrix}}{\begin{bmatrix}\left(A-BD^{-1}C\right)^{-1}&0\\0&D^{-1}\end{bmatrix}}{\begin{bmatrix}I_{p}&-BD^{-1}\\0&I_{q}\end{bmatrix}}\\[4pt]={}&{\begin{bmatrix}\left(A-BD^{-1}C\right)^{-1}&-\left(A-BD^{-1}C\right)^{-1}BD^{-1}\\-D^{-1}C\left(A-BD^{-1}C\right)^{-1}&D^{-1}+D^{-1}C\left(A-BD^{-1}C\right)^{-1}BD^{-1}\end{bmatrix}}\\[4pt]={}&{\begin{bmatrix}\left(M/D\right)^{-1}&-\left(M/D\right)^{-1}BD^{-1}\\-D^{-1}C\left(M/D\right)^{-1}&D^{-1}+D^{-1}C\left(M/D\right)^{-1}BD^{-1}\end{bmatrix}}.\end{aligned}}}
Cf. El lema d'inversió de matrius que il·lustra relacions entre el que s'ha explicat a dalt i la derivació equivalent amb els rols de A i D intercanviats.

## Propietats
- Si p i q són 1 (és a dir si A, B, C i D són escalars), trobem la fórmula per obtenir la inversa d'una matriu 2 per 2:
- : {\displaystyle M^{-1}={\frac {1}{AD-BC}}\left[{\begin{matrix}D&-B\\-C&A\end{matrix}}\right]}

Amb la condició que AD - BC sigui diferent de zero.
- En general, si A és invertible, llavors
- : {\displaystyle {\begin{aligned}M&={\begin{bmatrix}I_{p}&0\\CA^{-1}&I_{q}\end{bmatrix}}{\begin{bmatrix}A&0\\0&D-CA^{-1}B\end{bmatrix}}{\begin{bmatrix}I_{p}&A^{-1}B\\0&I_{q}\end{bmatrix}},\\[4pt]M^{-1}&={\begin{bmatrix}A^{-1}+A^{-1}B(M/A)^{-1}CA^{-1}&-A^{-1}B(M/A)^{-1}\\-(M/A)^{-1}CA^{-1}&(M/A)^{-1}\end{bmatrix}}\end{aligned}}}

sempre que aquesta inversa existeixi.
- Quan A, i respectivament D, és invertible, el determinant de M és també donat per
- : {\displaystyle \det(M)=\det(A)\det \left(D-CA^{-1}B\right)}, respectivament
- : {\displaystyle \det(M)=\det(D)\det \left(A-BD^{-1}C\right)},

cosa que generalitza la fórmula del determinant de matrius 2 × 2.
- (Fórmula d'additivitat de rang de Guttman) Si D és invertible, aleshores el rang de M és donat per
- : {\displaystyle \operatorname {rank} (M)=\operatorname {rank} (D)+\operatorname {rank} \left(A-BD^{-1}C\right)}
- (Fórmula d'additivitat de la inèrcia de Haynsworth) Si A és invertible, llavors la inèrcia de la matriu per blocs M és igual a la inèrcia de A més la inèrcia de M/A.

## Aplicació a la solució d'equacions lineals
El complement de Schur sorgeix naturalment en la solució de sistemes d'equacions lineals com
{\displaystyle {\begin{aligned}Ax+By&=a\\Cx+Dy&=b\end{aligned}}}
On x i a són vectors columna de dimensió p, y i b són vectors columna de dimensió q, A, B, C, D són definides com a dalt, i D és invertible. Multiplicant l'equació inferior per {\textstyle BD^{-1}} i després restant de l'equació superior es pot obtenir
{\displaystyle \left(A-BD^{-1}C\right)x=a-BD^{-1}b.}
Per tant, si es pot invertir D així com el complement de Schur de D, es pot resoldre l'equació per x, i llavors utilitzant l'equació {\displaystyle Cx+Dy=b} es pot solucionar per y. Això redueix el problema d'invertir una matriu {\displaystyle (p+q)\times (p+q)} a invertir una matriu p × p i una matriu q × q. En un cas pràctic, D ha d'estar ben condicionada per a que aquest algoritme sigui numèricament acurat.
En enginyeria elèctrica aquest mètode es fa servir amb el nom d'eliminació de nodes o reducció de Kron.

## Aplicacions a teoria de probabilitat i estadística
Assumim que existeixen uns vectors columna aleatoris X i Y pertanyents a Rn i Rm respectivament, on el vector (X, Y) pertanyent a Rn + m té una distribució normal multivariable on la seva covariància és la matriu simètrica i definida positiva següent
{\displaystyle \Sigma =\left[{\begin{matrix}A&B\\B^{\mathsf {T}}&C\end{matrix}}\right],}
On {\textstyle A\in \mathbb {R} ^{n\times n}} és la matriu de covariància de X, {\textstyle C\in \mathbb {R} ^{m\times m}} és la matriu de covariància de Y i {\textstyle B\in \mathbb {R} ^{n\times m}} és la matriu de covariància entre X i Y.
Aleshores la covariància condicional de X donada Y és el complement de Schur de C dins {\textstyle \Sigma }
{\displaystyle {\begin{aligned}\operatorname {Cov} (X\mid Y)&=A-BC^{-1}B^{\mathsf {T}}\\\operatorname {E} (X\mid Y)&=\operatorname {E} (X)+BC^{-1}(Y-\operatorname {E} (Y))\end{aligned}}}
Si agafem la matriu {\displaystyle \Sigma } com la covariància de mostra, i no com la covariància d'un vector aleatori, llavors aquesta pot tenir una distribució de Wishart. En aquest cas, el complement de Schur de C dins {\displaystyle \Sigma } també té una distribució de Wishart.

## Condicions per matrius definides positives i semidefinides positives
Prenguem X com una matriu simètrica de nombres reals i definida de la manera següent
{\displaystyle X=\left[{\begin{matrix}A&B\\B^{\mathsf {T}}&C\end{matrix}}\right].}
Aleshores
- Si A és invertible, llavors X és definida positiva si i només si A i el seu complement de Schur X/A són tots dos definits positius:
- : {\displaystyle X\succ 0\Leftrightarrow A\succ 0,X/A=C-B^{\mathsf {T}}A^{-1}B\succ 0.}[4]
- Si C és invertible, llavors X és definida positiva si i només si C i el seu complement de Schur X/C són tots dos dos definits positius:
- : {\displaystyle X\succ 0\Leftrightarrow C\succ 0,X/C=A-BC^{-1}B^{\mathsf {T}}\succ 0.}
- Si A és definida positiva, llavors X és semidefinida positiva si i només si el complement de Schur X/A és semidefinit positiu:
- : {\displaystyle {\text{Si }}A\succ 0,{\text{ aleshores }}X\succeq 0\Leftrightarrow X/A=C-B^{\mathsf {T}}A^{-1}B\succeq 0.}[4]
- Si C és definida positiva, llavors X és semidefinida positiva si i només si el complement de Schur X/C és semidefinit positiu:
- : {\displaystyle {\text{If }}C\succ 0,{\text{ then }}X\succeq 0\Leftrightarrow X/C=A-BC^{-1}B^{\mathsf {T}}\succeq 0.}

Les declaracions primera i tercera poden ser derivades quan es considera el minimitzador de la quantitat
{\displaystyle u^{\mathsf {T}}Au+2v^{\mathsf {T}}B^{\mathsf {T}}u+v^{\mathsf {T}}Cv,\,}
Com una funció de v (per u constant).
A més, perquè 
{\displaystyle \left[{\begin{matrix}A&B\\B^{\mathsf {T}}&C\end{matrix}}\right]\succ 0\Longleftrightarrow \left[{\begin{matrix}C&B^{\mathsf {T}}\\B&A\end{matrix}}\right]\succ 0}
la segona declaració es compleix a conseqüència de la primera.
Cal notar que això també és així per a la quarta declaració respecte de la tercera.
Aquesta línia de raonament es pot aplicar equivalentment a les matrius semidefinides positives.
Finalment, hi ha també una condició suficient i necessària pel verificar que una matriu X és semidefinida positiva, en termes d'un complement de Schur generalitzat. Aquesta condició pot expressar-se com
- I{\displaystyle X\succeq 0\Leftrightarrow A\succeq 0,C-B^{\mathsf {T}}A^{g}B\succeq 0,\left(I-AA^{g}\right)B=0\,}
- {\displaystyle X\succeq 0\Leftrightarrow C\succeq 0,A-BC^{g}B^{\mathsf {T}}\succeq 0,\left(I-CC^{g}\right)B^{\mathsf {T}}=0,}

On {\displaystyle A^{g}} denota la inversa generalitzada (o pseudoinversa) de {\displaystyle A}.